# 山形県道9号長井大江線
山形県道9号長井大江線（やまがたけんどう9ごう ながいおおえせん）は、山形県長井市から山形県西村山郡大江町に至る県道（主要地方道）である。

## 概要

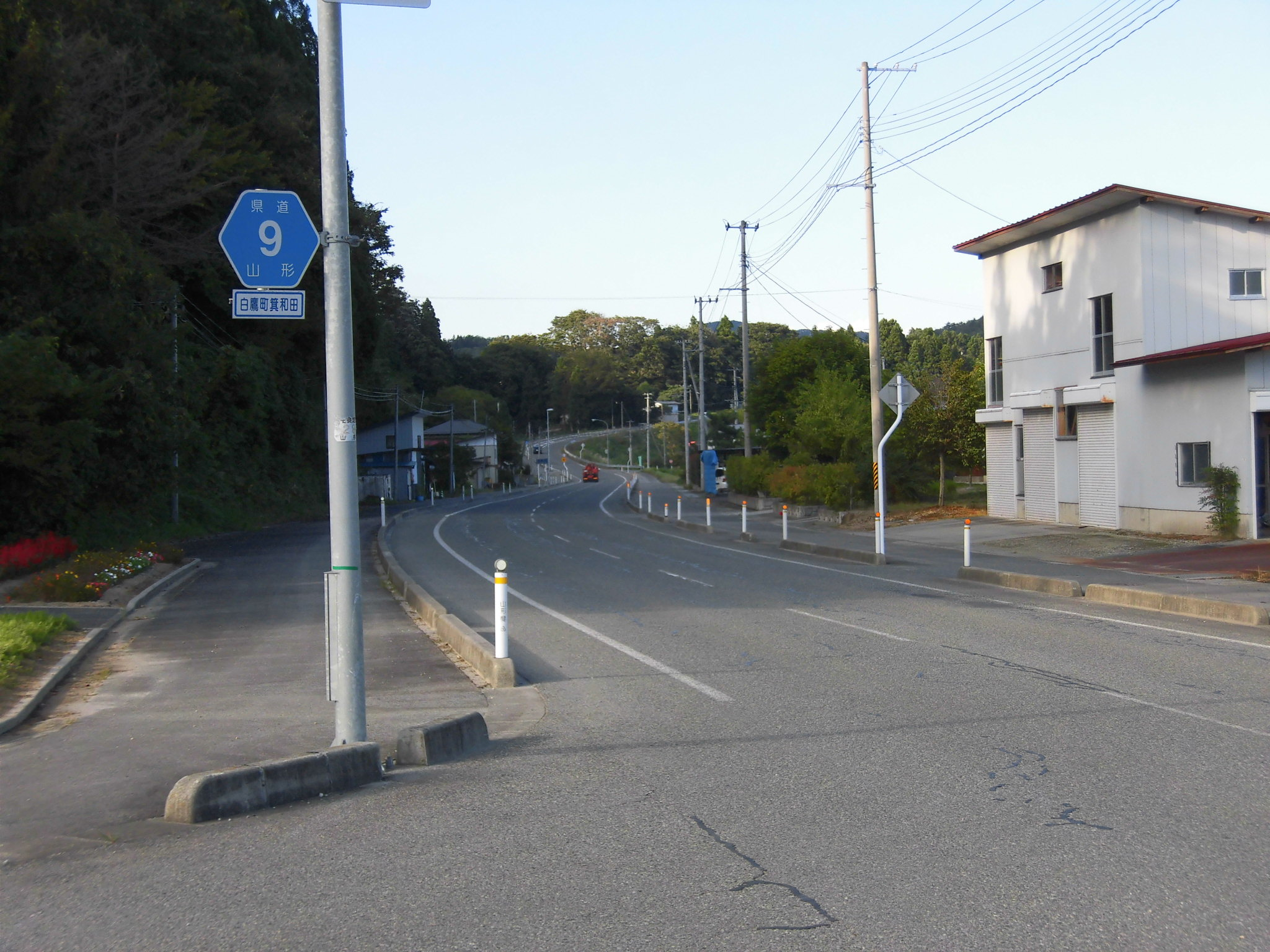
白鷹町内

国道287号の迂回路として機能するが、未整備区間も多い。特に白鷹町と朝日町の境付近は地盤が弱く2006年4月7日には朝日町大船木地内で大規模が地滑りが発生。長井大江線の一部区間も崩れ通行不能となった。そのほかに朝日町の川通地内は道幅が狭く大型車の通行ができない他、大谷地内も町中を通るためやはり道幅が狭く通行が困難。

### 路線データ
- 陸上距離：42.0 km[2]
- 起点：長井市東町（国道287号交点）
- 終点：西村山郡大江町左沢（国道458号交点）

## 歴史
- 1993年（平成5年）5月11日 - 建設省から、県道長井大江線を長井大江線として主要地方道に指定される[3]。

## 路線状況

### 重複区間
- 山形県道259号勧進代舟場線（長井市五十川）
- 山形県道11号長井白鷹線（白鷹町鮎貝地内）
- 山形県道164号深山下山線（白鷹町高岡）
- 国道287号（白鷹町大瀬地内）
- 山形県道113号宮宿浮島線（朝日町三中）
- 山形県道112号左沢浮島線（朝日町大谷）

### 冬期閉鎖区間
- 白鷹町高岡地内[4]

### 橋梁
- 野川橋（長井市、置賜野川）
- 大平橋（白鷹町・朝日町、最上川）
- 大舟木橋（白鷹町・朝日町、最上川）
- 志津橋（大江町、月布川）

### トンネル
- 松程トンネル（朝日町）
- 三中トンネル（朝日町）

## 地理

### 通過する自治体
- 長井市
- 東置賜郡
  - 白鷹町
- 西村山郡
  - 朝日町
  - 大江町

### 交差する道路
- 国道287号（長井市東町、白鷹町大瀬）
- 山形県道251号椿長井線（長井市本町）
- 山形県道162号長井停車場線（長井市栄町）
- 山形県道253号寺泉舟場線（長井市十日町）
- 山形県道259号勧進代舟場線（長井市五十川）
- 山形県道254号高玉広野線（白鷹町高玉）
- 山形県道11号長井白鷹線（白鷹町鮎貝）
- 山形県道255号黒鴨鮎貝線（白鷹町鮎貝）
- 山形県道164号深山下山線（白鷹町高岡）
- 山形県道289号白滝宮宿線（朝日町常盤）
- 山形県道113号宮宿浮島線（朝日町三中）
- 山形県道112号左沢浮島線（朝日町大谷、大江町左沢）
- 国道458号（大江町左沢）

### 沿道の施設
- 鮎貝駅（フラワー長井線）
- 四季の郷駅（フラワー長井線）